# Isaac Celnikier
Isaac Celnikier est un peintre et graveur polonais né le 8 mai 1923 à Varsovie et mort le 11 novembre 2011 à Ivry-sur-Seine.

## Biographie
Rescapé des massacres du ghetto de Białystok et du camp de Birkenau, son œuvre est profondément marqué par la Shoah.
Après la seconde Guerre mondiale, il suit des cours d'art monumental auprès d'Émile Filla, peintre avant-gardiste tchèque. Il retourne ensuite à Varsovie et y crée le groupe Arsenal.
Il s'établit en France en 1957.
Il est inhumé au cimetière parisien de Bagneux (division 67).

## Distinctions et prix
- Chevalier des Arts et des Lettres (1967)
- Prix Mémoire de la Shoah (1993)[2]
- Prix Witold Wojtkiewicz (2006)

## Œuvre
Il pratique une peinture à la pâte travaillée au couteau, marquée par les couleurs sombres le clair-obscur, mais aussi l'eau-forte et notamment l'aquatinte.

## Expositions
- Chapelle du Collège de Carpentras, France, 1962
- Galerie Tivey-Faucon, Paris, 1964
- Musée d'Israël, Jérusalem, 1967
- Musée municipal de Haïfa, Israël, 1968
- Musée d'Art de Ein Harod, Israël, 1968
- Galerie Tivey-Faucon, Paris, 1968
- Galerie Katia Granoff, Paris, 1969
- Centre d'Art de Stavanger, Norvège, 1971
- Galerie Chantepierre, Aubonne, Suisse, 1972
- Musée de Tel-Aviv, Israël, 1976
- Cité des arts, Paris, 1981
- Galerie Oftedal, Stavanger, Norvège, 1982
- Yad Vashem, Jéruslam, Israël, 1985
- Galerie Charbonnel, Paris, 1989
- Musées de Stavanger, Trondheim, Tromso, Norvège, 1990
- Galerie l'Ermitage, Paris, 1990
- Le Majorat, Villeneuve-Tolosane, France, 1991
- Musée des Augustins de Toulouse, France, 1991
- Mémorial du Martyr Juif Inconnu, Paris, 1992
- Pavillon du musée Fabre, Montpellier, 1993
- Galerie Nationale Zacheta, Varsovie, Pologne, 1993
- Musée de la Résistance, Gouda, Pays-Bas, 1993
- Arsenal, Sion, Suisse, 1994
- Musée de Terezin, République tchèque, 1995
- Galerie de Bretagne, Quimper, France, 1995
- Galerie Hollar, Prague, République tchèque, 1995
- Archives départementales du Finistère, Quimper, France, 1995
- Galerie Fenclová, Plzen, République tchèque, 1996
- Centre Mondial de la paix, Verdun, France, 2005
- Mairie du IVe arrondissement de Paris, 2005
- Musée national de Cracovie, 2005[3] puis 2006
- Musée d'art et d'histoire du judaïsme, Paris, 2007
- Galerie d'art Les Montparnos, Paris 2012
- Espace culture et tradition, Sainte-Agnès, France, 2014
- Bibliothèque polonaise de Paris, 2018 & 2024
- Mairie du Ve arrondissement de Paris, 2019
- Galerie Setz-Le Partking, Paris, 2021 & 2023
- Institut historique juif, Varsovie, Pologne, 2024

## Publication
- La Mémoire gravée, Paris, Atelier Georges Leblanc, 1990, vingt-quatre eaux-fortes Textes d'André Schwarz-Bart et d'Élisabeth de Fontenay.